# Ève Pouteil-Noble
Pour les articles homonymes, voir Noble (homonymie).
Ève Pouteil-Noble est une escrimeuse française née le 7 juin 1981 à Annecy. Elle pratique le sabre à l'US Métro.
Ève a la particularité d’avoir été la première Française médaillée aux championnats du monde d’escrime au sabre féminin. À Séoul en 1999, alors qu'elle a encore 17 ans, elle gagne la médaille de bronze aux premiers championnats du monde de l’histoire à cette arme.
Elle a appartenu successivement au Cercle d'escrime du lac d'Annecy et à l'US Métro.

## Palmarès
- Championnats du monde
  -  Médaille de bronze par équipes aux championnats du monde 1999 à Séoul
  -  Médaille d'argent par équipes aux championnats du monde 2000 à Budapest
  -  Médaille de bronze en individuel aux championnats du monde 1999 à Séoul

- Championnats de France
  -  Médaille d'or par équipes aux championnats de France 2006 à Paris
  -  Médaille d'or par équipes aux championnats de France 2005 à Paris